# 中华人民共和国全国运动会乒乓球比赛
中华人民共和国全国运动会乒乓球比赛是中華人民共和國全國運動會的正式比賽項目，從1959年第一屆全國運動會開始设立。
全国运动会乒乓球比赛与全国乒乓球锦标赛为中华人民共和国国内最高水平的乒乓球比赛，全国乒乓球锦标赛每年一届，但在全国运动会举办的年份不举办。一些人认为在全运会乒乓球夺牌（前3名）难度高于在夏季奥林匹克运动会乒乓球夺牌（前3名）。

## 历届獲勝者
| 年                | 團體   | 團體   | 單打          | 單打            | 雙打                           | 雙打                     | 雙打                     |
| 年                | 男子   | 女子   | 男子          | 女子            | 男子                           | 女子                     | 混合                     |
| ----------------- | ------ | ------ | ------------- | --------------- | ------------------------------ | ------------------------ | ------------------------ |
| 1959 北京市       | 上海市 | 北京市 | 北京市 王传耀 | 廣東省 胡克明   | 北京市 姜永宁 / 庄家富         | 北京市 邱钟惠 / 叶佩琼   | 北京市 庄则栋 / 邱钟惠   |
| 1965 北京市       | 上海市 | 上海市 | 北京市 庄则栋 | 上海市 林慧卿   | 上海市 李富荣 / 徐寅生         | 廣東省 梁丽珍 / 黄玉环   | 廣東省 梁丽珍 / 陆巨芳   |
| 1975 北京市       | 辽宁省 | 北京市 | 河北省 王文荣 | 北京市 阎桂丽   | 廣西壯族自治區 梁戈亮 / 李卓敏 | 辽宁省 刘新艳 / 李明     | 辽宁省 李鹏 / 李明       |
| 1979 北京市       | 解放军 | 天津市 | 辽宁省 王会元 | 河北省 齐宝香   | 湖南省 廖福民 / 黄坚果         | 解放军 沈剑萍 / 戴丽丽   | 辽宁省 王会元 / 刘新艳   |
| 1983 上海市       | 解放军 | 上海市 | 江蘇省 惠钧   | 黑龍江省 焦志敏 | 廣東省 江嘉良 / 黃文冠         | 解放軍 沈剑萍 / 戴丽丽   | 北京市 滕義 / 趙小雲     |
| 1987 廣東省廣州市 | 解放軍 | 山東省 | 解放軍 王濤   | 黑龍江省 焦志敏 | 四川省 陳龍燦 / 成應華         | 河北省 耿麗娟 / 李慧芬   | 山東省 王振義 / 劉偉     |
| 1993 北京市       | 北京市 | 河北省 | 浙江省 呂林   | 河南省 鄧亞萍   | 解放軍 王濤 / 劉國梁           | 江蘇省 鄔娜 / 李菊       | 山東省 王振義 / 喬云萍   |
| 1997 上海市       | 廣東省 | 江蘇省 | 解放軍 王濤   | 河南省 鄧亞萍   | 解放軍 王濤 / 劉國梁           | 河南省 鄧亞萍 / 張輝     | 江蘇省 秦志戩 / 楊影     |
| 2001 廣東省廣州市 | 解放軍 | 北京市 | 廣東省 馬琳   | 遼寧省 王楠     | 廣東省 馬琳 / 劉國正           | 遼寧省 王楠 / 張瑞       | 江蘇省 秦志戩 / 楊影     |
| 2005 江蘇省南京市 | 江蘇省 | 北京市 | 上海市 王勵勤 | 北京市 張怡寧   | 上海市 王勵勤 / 劉杉           | 山東省 李曉霞 / 彭陸洋   | 遼寧省 徐輝 / 郭躍       |
| 2009 山東省濟南市 | 解放軍 | 北京市 | 解放軍 王皓   | 北京市 張怡寧   | 上海市 許昕 / 王勵勤           | 遼寧省 侯曉旭 / 郭躍     | 解放軍 王皓 / 文佳       |
| 2013 遼寧省沈陽市 | 解放軍 | 山東省 | 北京市 馬龍   | 山東省 李曉霞   | 解放軍 周雨 / 樊振東           | 解放軍 曹臻 / 木子       | 北京市 馬龍 / 丁寧       |
| 2017 天津市       | 上海市 | 四川省 | 北京市 馬龍   | 北京市 丁寧     | 解放軍 周雨 / 樊振東           | 解放軍 木子 / 顧玉婷     | 黑龍江省 于子洋 / 王曼昱 |
| 2021 陝西省西安市 | 广东省 | 辽宁省 | 广东省 樊振东 | 黑龙江省 王曼昱 | 北京市 馬龍 / 王楚钦           | 黑龙江省 车晓曦 / 王曼昱 | 联合队 许昕 / 刘诗雯     |